# Рассел, Николас, 6-й граф Рассел
Николас Люльф Рассел, 6-й граф Рассел (англ. Nicholas Lyulph Russell, 6th Earl Russell; 12 сентября 1968 — 17 августа 2014) — британский пэр. Он носил титул учтивости — виконт Амберли с 1987 по 2004 год.
Как и его дед, Бертран Рассел, он был активным участником Кампании за ядерное разоружение с подросткового возраста до своей смерти. Согласно Акту о Палате лордов 1999 года, лорд Рассел лишился своего места в Палате лордов Великобритании.

## Ранняя жизнь
Родился 12 сентября 1968 года в Уимблдоне, Лондон. Старший сын Конрада Рассела, 5-го графа Рассела (1937—2004), и Элизабет Рассел (урожденной Элизабет Сандерс) (? — 2003). Он получил образование в школе Уильяма Эллиса в Северном Лондоне и изучал производственные отношения в Лестерском университете.
14 октября 2004 года после смерти своего отца Николас Рассел унаследовал титулы 6-го графа Рассела и 6-го виконта Амберли.

## Карьера
Николас Рассел был активистом кампании за права инвалидов в Лейбористской партии и руководителем кампании в Королевском национальном институте слепых, а также сопредседателем, а затем и единственным председателем DANDA: Ассоциации развития нейроразнообразия взрослых, организации, полностью возглавляемой и управляемой пользователями, двое из членов которой и попечители-директора успешно обратились в Комиссию по правам инвалидов с просьбой создать Группу по нейроразнообразию, на смену которой пришла Группа действий по нейроразнообразию и аутизму ДРК, единственное систематическое исследование прав человека в области нейродивергентных прав в во всем мире на сегодняшний день официальным органом по правам человека национального или международного уровня, отчитавшимся в 2007 году. Он также обучал столичную полицейскую службу. Он был членом регионального совета Кооперативной группы и принимал активное участие в Кооперативной партии, а также SERA и Transport 2000.
Он также был давним национальным исполнительным членом Социалистической образовательной ассоциации.
Он активно участвовал в труде инвалидов и был бывшим председателем группы. Он был первым представителем труда инвалидов на Форуме национальной политики Лейбористской партии, подкомитете по равенству Национального исполнительного комитета и исполнительном органе Социалистических обществ.
7 мая 2010 года Николас Рассел был избран членом лейбористского совета округа Канн-Холл лондонского городского совета Уолтем-Форест, и эту должность он занимал на четырехлетний срок до мая 2014 года.

## Личная жизнь и смерть
Он жил со своей невестой Джорджиной Фаррер в Лейтонстоне до своей внезапной смерти от предполагаемого сердечного приступа 17 августа 2014 года в возрасте 45 лет. Позднее вскрытие подтвердило, что причиной смерти стал тромбоз.